# 1995 dans le catholicisme
Chronologie du catholicisme
- 1991
- 1992
- 1993
- 1994
- 1995
- 1996
- 1997
- 1998
- 1999

Cet article présente les faits marquants de l'année 1995 dans le catholicisme.

## Évènements
- 10 au 15 janvier : réunion des Journées mondiales de la jeunesse à Manille.
- 11 au 21 janvier : voyage apostolique du pape aux Philippines (pour les JMJ), en Papouasie-Nouvelle-Guinée, en Australie et au Sri Lanka.
- 13 janvier : fin des fonctions de Jacques Gaillot en tant qu'évêque d'Évreux.
- 25 mars : publication de l'encyclique Evangelium vitæ sur la valeur et l'inviolabilité de la humaine.
- 20 au 22 mai : voyage apostolique du pape en République tchèque et en Pologne.
  - 21 mai : canonisation de Jean Sarkander et Zdislava de Lemberk.
- 25 mai : publication de l'encyclique Ut unum sint sur les relations avec les orthodoxes et les autres communautés chrétiennes.
- 3 et 4 juin : voyage apostolique du pape en Belgique.
  - 4 juin : béatification de Père Damien.
- 30 juin au 3 juillet : voyage apostolique du pape en Slovaquie.
  - 2 juillet : canonisation des Martyrs de Košice.
- 14 au 20 septembre : voyage apostolique du pape au Cameroun, en Afrique du Sud et au Kenya.
- 1er octobre : béatification de 64 martyrs des pontons de Rochefort.
- 4 au 9 octobre : voyage apostolique du pape aux États-Unis.
- 29 octobre : béatification de Marie Thérèse Scherer, Marie Bernarde Bütler et Marguerite Bays.
- 3 décembre : canonisation d'Eugène de Mazenod.

## Décès

### Janvier
- 1er janvier : Pierre-Marie Puech, prélat français, évêque de Carcassonne, précédemment évêque titulaire de Doliché (de) (° 8 mars 1906)
- 8 janvier : Joseph Persat, prêtre français, engagé en faveur des plus démunis (° 6 décembre 1910)
- 20 janvier : François Mevellec, prêtre, écrivain et historien français (° 22 février 1901)
- 29 janvier : Alfredo Méndez-Gonzalez, prélat américain, évêque d'Arecibo (° 3 juin 1907)

### Février
- 5 février : Émile Dehon, prêtre, missionnaire et résistant français, compagnon de la Libération (° 7 septembre 1900)
- 25 février : Bienheureuse Rani Maria Vattalil, religieuse, travailleuse sociale et martyre indienne (° 29 janvier 1954)

### Mars
- 2 mars : James Patrick Mahoney, prélat canadien, évêque de Saskatoon (° 7 décembre 1927)
- 12 mars : Petrus Canisius van Lierde, prélat néerlandais, vicaire général de la Cité du Vatican et évêque titulaire de Porphyreon (de) (° 22 avril 1907)
- 18 mars : Bernard Bouveresse, prêtre et résistant français (° 8 décembre 1910)

### Avril
- 4 avril : Abraham Kattumana, prélat indien, diplomate du Saint-Siège et archevêque titulaire de Cebarades (de) (° 21 janvier 1944)
- 22 avril : Charles Lemaire, prélat et missionnaire français en Chine, supérieur général des Missions étrangères de Paris (° 16 janvier 1900)
- 25 avril : Michel Florent, prêtre dominicain, missionnaire en URSS et résistant français (° 27 mars 1902)

### Mai
- 2 mai : Bruno Torpigliani, prélat italien, diplomate du Saint-Siège et archevêque titulaire de Malliana (° 15 avril 1915)
- 4 mai : Cornelio Fabro, prêtre, philosophe et auteur italien (° 24 août 1911)
- 9 mai : Joseph Duhautoy-Schuffenecker, prêtre, missionnaire, aumônier militaire et résistant français, compagnon de la Libération (° 16 mars 1909)
- 21 mai : Agnelo Rossi, cardinal brésilien de la Curie (° 4 mai 1913)
- 24 mai : Youakim Moubarac, prêtre maronite, islamologue, penseur et théologien libanais (° 20 juillet 1924)

### Juin
- 1er juin : Pierre Kaelin, prêtre, compositeur et chef de chœur suisse (° 12 mai 1913)
- 5 juin : Michel-Louis Vial, prélat français, évêque de Nantes (° 25 mars 1906)
- 22 juin : Yves Congar, cardinal dominicain et théologien français (° 13 avril 1904)
- 27 juin : Dominique Tang Yi-ming, prélat chinois, archevêque de Canton (° 13 mai 1908)

### Juillet
- 15 juillet : Robert Coffy, cardinal français, archevêque de Marseille (° 24 octobre 1920)
- 22 juillet : Roger Devos, prêtre, archiviste, historien et enseignant français (° 10 mai 1927)
- 26 juillet : Pietro Leoni, prêtre jésuite et missionnaire italien en URSS puis au Canada, victime du Goulag (° 1er janvier 1909)

### Août
- 10 août : 
  - Jacques Couture, prêtre jésuite, homme politique et missionnaire canadien (° 23 novembre 1929)
  - Godefroy Emile Mpwati, prélat congolais, évêque de Pointe-Noire (° 13 avril 1928)
- 13 août : Pierre Bockel, prêtre, résistant, écrivain et journaliste français, Juste parmi les nations (° 3 octobre 1914)

### Septembre
- 3 septembre : Bienheureuse Bibiane Leclercq, religieuse, missionnaire en Algérie et martyre française (° 8 janvier 1930)

### Octobre
- 1er octobre : Émile-Joseph De Smedt, prélat belge, évêque de Bruges (° 30 octobre 1909)
- 13 octobre : Béla Varga, prêtre et homme politique hongrois (° 18 février 1903)

### Novembre
- 3 novembre : Mario Revollo Bravo, cardinal colombien, archevêque de Bogotá (° 15 juin 1919)
- 10 novembre : Bienheureuse Odette Prévost, religieuse, enseignante, bibliothécaire, missionnaire en Algérie et martyre française (° 17 juillet 1932)
- 22 novembre : Pierre Bellégo, prêtre et écrivain français (° 13 février 1913)
- 24 novembre : Dominic Ignatius Ekandem, premier cardinal nigérian, archevêque d'Abuja (° 23 juin 1917)